# الفلبينيون في إسرائيل
الفلبينيين في إسرائيل يتحدثون لغة تاغالوغية وعبرية ويشكلون مجموعة واحدة من أكبر مجموعات العمال المهاجرين في إسرائيل حيث أنها موطن لقرابة 300,000 من العمال الأجانب.
يقدر أن هناك 100,000 الفلبينيين في إسرائيل منهم 40,000 إلى 50,000 لديهم وثائق قانونية و30,000 هم من العمال الذين انتهت تصاريحهم وبقوا بصورة غير قانونية. وتقدر السفارة الفلبينية في إسرائيل أن هناك ما يقرب من 31,000 فلبيني يعملوا بصورة قانونية ويعيشون في إسرائيل. معظمهم يعيشون ويعملون في أكبر المدن الإسرائيلية المحتلة، تل أبيب والقدس وحيفا. وهناك أيضا عدد كبير من الفلبينيين يعملون في بئر السبع ونتانيا ورحوفوت وريشون لتسيون 